# Guisamopa
Guisamopa ist ein Ort im Municipio Sahuaripa im Nordosten des mexikanischen Bundesstaates Sonora. Guisamopa liegt 680 Meter über dem Meeresspiegel, 52 Kilometer südlich von Sahuaripa.

## Geschichte
Guisamopa wurde früher von den Ópatas, Pimas und Yaquis bewohnt. Der Name kommt von der Ópata-Sprache und bedeutet steiniger Platz oder Haus auf Stein. Der Ort wurde 1830 gegründet.